# Бней Сахнин
Бней Сахнин (на арабски: اتحاد أبناء سخنين или Ittiḥād ’Abnā’ Saḫnīn, на иврит: איחוד בני סכנין или Iḥud Bnei Sakhnin, бг превод - „Синовете на Бней Сахнин“) е израелски футболен клуб от град Сахнин. 
Основан е през 1991 година след сливането на „Апоел“ Сахнин и „Макаби“ Сахнин. Най-успешният арабско-израелски клуб в страната. Клубът се състезава в израелската висша лига и играе своите мачове на стадион „Доха“ в едноименния град, с капацитет 8 500 зрители. Прави дебюта си във Висшата лига през 2003/04.
Най-големият успех на клуба е спечелването на купата на Израел през 2004 година.

## Успехи
Национални
- Висша лига на Израел
  - 4-то място (1): 2007/08

- Купа на Израел
  -  Носител (1): 2004

- Суперкупа на Израел
  -  Носител (1): 1962
  -  Финалист (1): 1957

- Купа на лигата на Израел
  -  Финалист (1): 2020/21

- Купа Тото (висша дивизия)
  -  Финалист (1): 2020/21

- Щатска купа
  -  Носител (1): 2003/04

- Лига Леумит (Втора лига)
  -  Второ място (3): 2002/03, 2006/07, 2019/20

- Израелска трета дивизия
  -  Победител (1): 1996/97

- Израелска четвърта дивизия
  -  Победител (2): 1985/86, 1986/87

Международни
- Купа Интертото
  -  Финалист (1): 2008